# 河南广播电视台 (越南)
河南广播电视台（越南语：／），简称，是一家位於越南河南省府里市的廣播電視播出機構，以河南省為主要播出地區。
1996年11月，越南国会决定南河省析成河南省与南定省，河南广播电视台则于河南省成立翌年开始播出广播电视节目。

## 频道列表
河南广播电视台现拥有电视频道、广播电台频率各1条。

### 电视频道
| 頻道名稱     | 语言   | 广播格式                    | 啟播時間 | 備註  |
| 新闻综合频道 | 越南语 | SD: PAL 576i 16:9 HD: 1080i |          | [ 4 ] |

### 電台頻率
| 频道名称（广播） | 频率        | 参考  |
| ---------------- | ----------- | ----- |
| 新闻综合广播（Kênh Thời sự - Chính trị - Tổng hợp） | FM 93,3 MHz | [ 5 ] |